# Дорошенко Микола Федорович
Микола Федорович Дороше́нко (нар. 1843 — пом. ?) — український лірник XIX століття, представник полтавської школи.
Проживав на хуторі Шмиглях (тепер село Полтавського району Полтавської області, Україна). Впродовж 1854—1857 років навчався у А. Бондаренка. В його репертуарі були думи, псалми.
У 1885—1886 роках від нього фольклорист Порфирій Мартинович записав своєрідний кобеляцький варіант думи «Про азовських братів», а також спостереження щодо життя лірників, зокрема «одклінщини», «просьби», «благодарствія».